# Melinda Bam
 (janvier 2019).
Melinda Bam, née le 16 juillet 1989 à Pretoria, est une mannequin sud-africaine élue Miss Afrique du Sud 2011 .

## Biographie
Elle fait des études de marketing à l'université de Pretoria[réf. nécessaire].
Candidate à Miss Univers 2012 représentant l'Afrique du Sud à la suite de sa nomination en tant que Miss Afrique du Sud 2011 elle est élue 6e dauphine de Miss Univers, elle devient par la suite mannequin professionnelle.